# Piazza San Martino
Piazza San Martino si trova nel centro della città di Lucca ed è dominata principalmente dal Duomo, dedicato a san Martino, con l'asimmetrica facciata, l'alto portico e il campanile. 
Sulla destra, adiacente al Duomo, si trova l'antico Palazzo dell'Opera di Santa Croce (XIII secolo), sede della Banca del Monte di Lucca.
Sul lato opposto, invece, si trova il palazzo Bernardi-Micheletti, opera di Bartolomeo Ammannati (1556), la cui facciata si prolunga in un alto muro, aperto da finestre e da un portale che recinge il giardino del palazzo.
A fianco della piazza si apre piazza Antelminelli con la fontana realizzata da Lorenzo Nottolini.

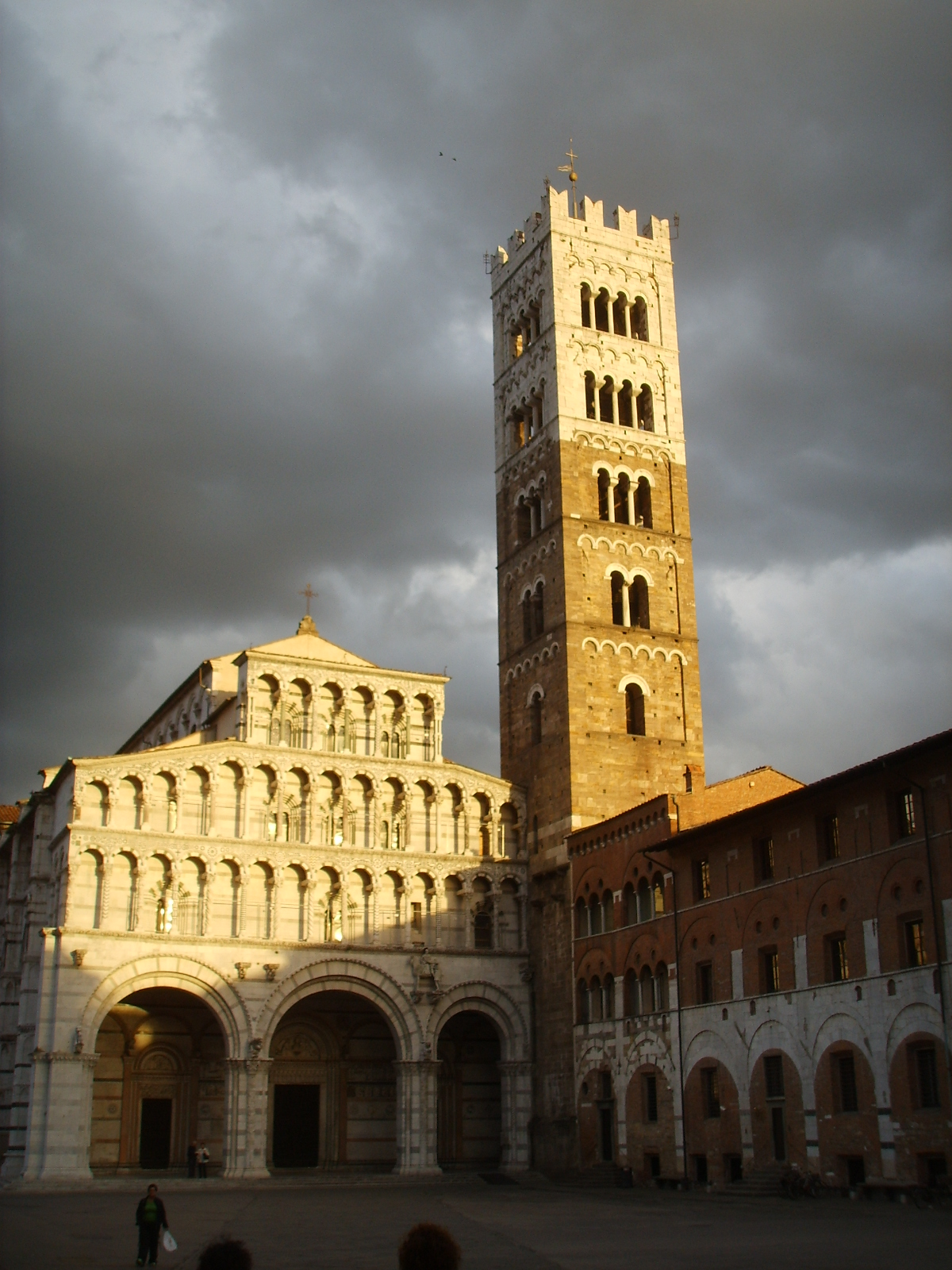
Piazza San Martino
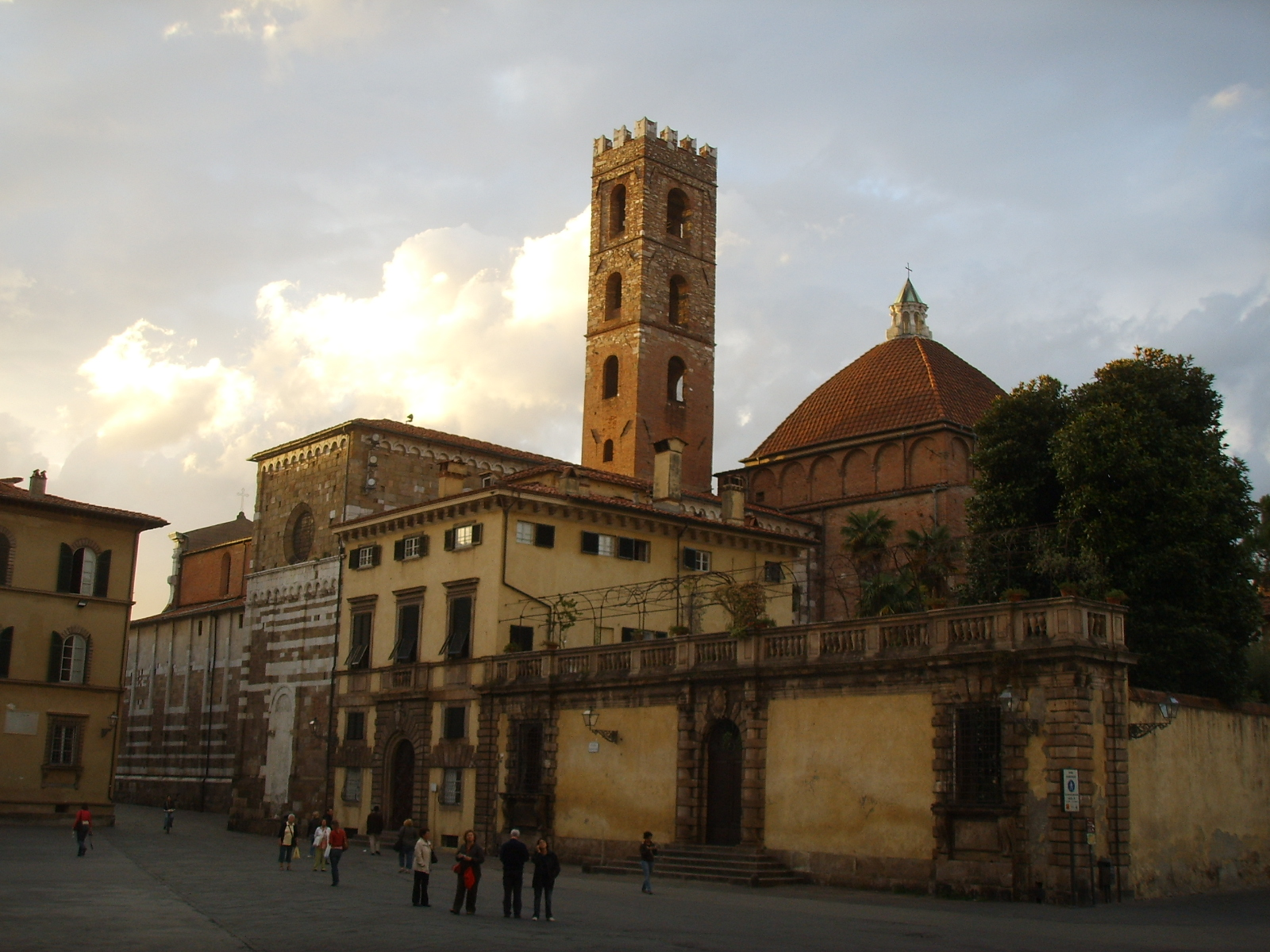
La chiesa dei Santi Giovanni e Reparata vista da piazza San Martino